# Rivière Chukotat
Rivière Chukotat är ett vattendrag i Kanada.   Det ligger i provinsen Québec, i den östra delen av landet, 1 700 km norr om huvudstaden Ottawa.
Trakten runt Rivière Chukotat består i huvudsak av gräsmarker.